# Судьба

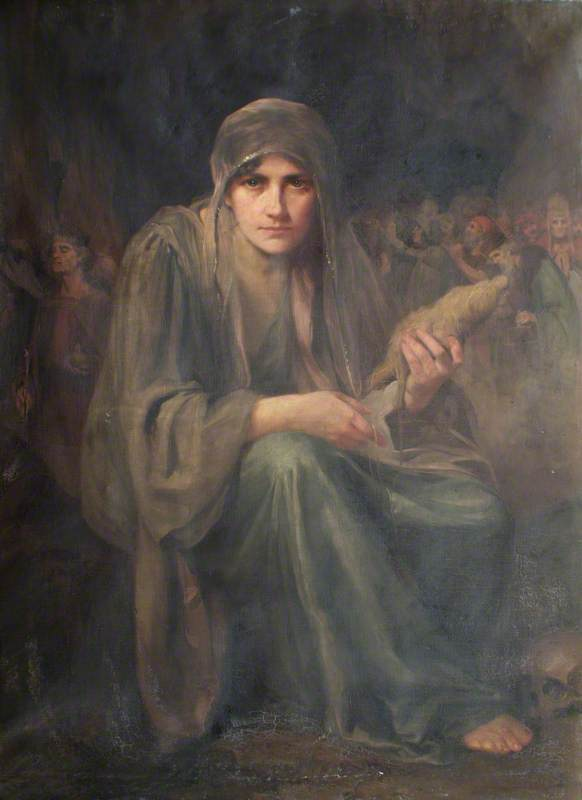
Оффор, Беатрис «Судьба» (1894)

Судьба́ — совокупность всех событий и обстоятельств, которые предопределены и в первую очередь влияют на бытие человека, народа и т. п.; предопределённость событий, поступков; рок, фатум, фортуна, доля; высшая сила, которая может мыслиться в виде природы или божества; древние греки персонифицировали судьбу в виде: Мойр (Клото, Лахезис, Атропос), Тюхе, Ате, Адрастеи, Хеймармене, Ананке; древние римляне — в виде Парки (Нона, Децима, Морта); слово, часто встречающееся в биографических текстах.

## Общие сведения о судьбе

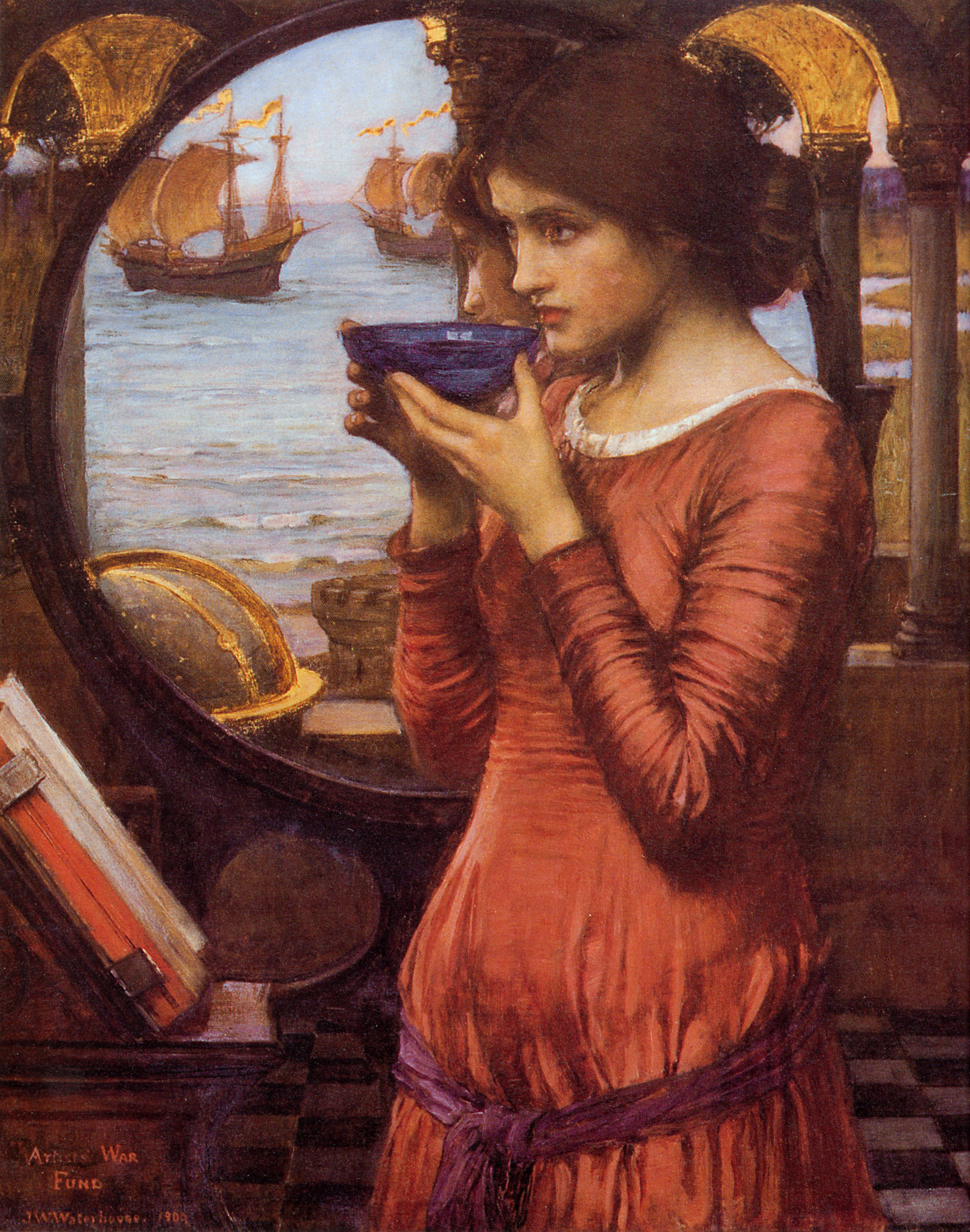
Джон Уильям Уотерхаус «Судьба» (1900)

Судьба — одна из ключевых и универсальных категорий человеческой культуры, мифологема (Горан), онтологема (Лосев), описывающая фундаментальные отношения Человека и Мира. В ней выражены многовековой опыт «всенародного осмысления свободы и необходимости», попытка назвать те «силы, которые управляют мировым порядком и человеческим поведением».
Три главнейшие характеристики судьбы: тотальность, непознаваемость и независимость от человеческой воли. По выражению А. Ф. Лосева, «судьба есть нечто такое, что движет всем и в то же время непознаваемое». С одной стороны, «судьба ни с кем и ни с чем не считается», с другой, «судьбе, при всём предельном отчуждении от тех, кто находится под её воздействием, есть дело до каждого». Тем самым судьба — это внешняя сила, которая сводит человеческую личность к всеобщему безличному приговору, что делает её неким «небесным» аналогом земного тоталитаризма. Характеристики судьбы сплошь негативные: мрачная, бессмысленная, безжалостная, всесокрушающая, неотвратимая, слепая. Этим характеристикам соответствуют облики судьбы, в которых она является человеку: смерть, высший суд, божественная воля, слепой случай, хаос.
Исследователи выделяют пять функций судьбы: Распределитель, Игрок, Режиссёр, Заимодавец, Судья:
- Распределитель — это греческие мойры и римские парки. Они наугад и вслепую распределяют возможные варианты жизни. В их действиях нет логики, зато много хаоса, поэтому для такой судьбы характерны женские образы[3]. Каждый человек получает от них свою долю (часть), поэтому судьбу-распределитель называют уделом (участью).
- Судьба Играющая — это также в основном женский образ: Тюхе, Фортуна. Её отличает непостоянство, случайный каприз, выбор фаворитов и злая насмешка над постоянными неудачниками. «Везёт / не везёт» — так описывает человек влияние на свою жизнь этого вида судьбы.
- Режиссёр — судьба, наоборот, рациональная, имеющая цель (сценарий) своих действий. Каждый человек от этой судьбы получает роль во всемирном спектакле: у героев — главные, у посредственных — массовка. Эта роль называется предназначением, предопределением.
- Судьба-Заимодавец наиболее гуманна. Здесь предназначение заменяется призванием, человек получает некий дар с условием правильно им распорядиться. Если это происходит, судьба к человеку благосклонна: он выполнил её задачу, но и человек не остаётся в накладе: ведь он реализовал свой талант.
- Судьба в облике Судьи также судит человека по его поступкам. К сожалению, это часто делается по законам не человеческим, но небесным, которых человек может не знать. Поэтому возможны случаи, когда известный праведник получает наказание, а грешник — награду. Все же именно два последних облика судьбы наиболее совместимы со свободой воли[5].

## Судьба на Древнем Востоке
Общей чертой в представлениях о судьбе в архаических цивилизациях Древнего Востока являлась ещё слабая выделенность личностного фактора, в результате чего человек мыслился во многом бессильным перед судьбой, чья власть нивелирует всех без различия.
Наиболее древние из известных сегодня представлений о судьбе зафиксированы в шумерских текстах III — начала II тысячелетия до н. э., где обозначались словом nam, которое, возможно, было связано с «Ангелом Смерти» (Nam-tar). Со смертью в первую очередь ассоциируется судьба и в шумерской поэме «Гильгамеш и Страна живых». Вместе с тем у шумеров появляются и позитивные представления о судьбе (нам-ду — «благоприятная судьба»), связанные с требованием «максимально соответствовать своей сущности».
В Древнем Египте судьба (шаи) считалась определённой с самого рождения человека и выражалась в сосчитанных наперёд годах его жизни. Однако египтяне признавали за богами возможность пересматривать уже принятые решения о судьбе того или иного человека в зависимости от своей милости или немилости («Пусть он <бог> не считает моего шаи» — молили они). При этом, как и в Месопотамии, степень благосклонности бога зависела и от самого человека, от его образа жизни.
Наиболее персонифицирована судьба была у хеттов. Ею ведали две богини-пряхи: Истустая и Папаия. Сохранились воззвания к ним о продлении лет жизни хеттского царя, который символически предстательствовал за весь народ, всю страну.

## Судьба в античном мире

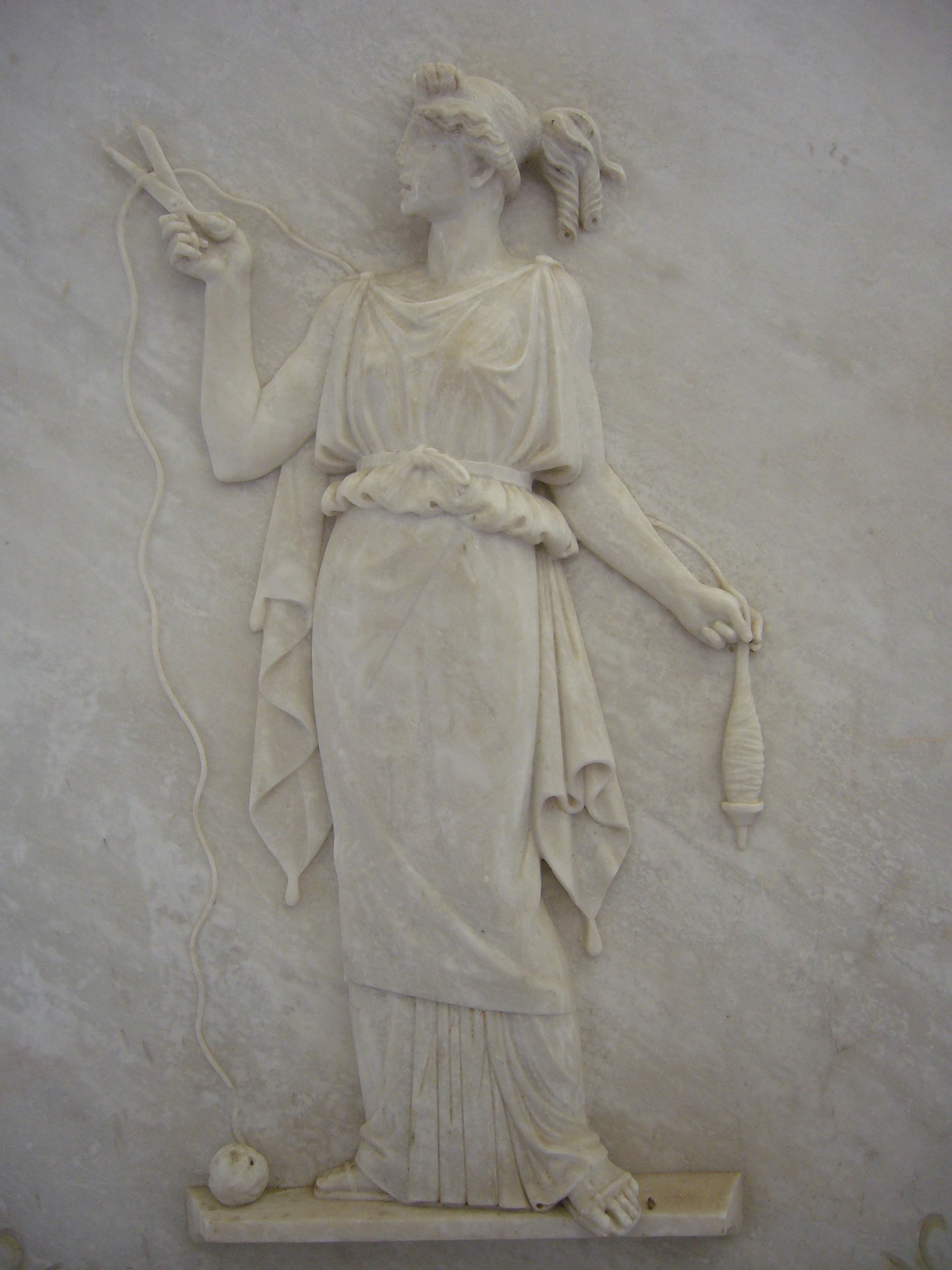
Атропа, перерезающая нить судьбы (барельеф).

Основные слова для обозначения судьбы в гомеровском эпосе — αἶσα и μοῖρα (оба в значении «часть, доля»), которые скорее всего восходят к минойско-микенским хтоническим божествам. Считается, что это были богини-пряхи, чей образ возник из древнего индоевропейского обычая ткать магическую одежду-оберег к рождению ребёнка. У Гомера персонифицированные Айса и Мойра (пока в единственном числе) повышаются в статусе и становятся космическими божествами жребия, чьему решению подчиняются даже верховные боги — Посейдон, Зевс, Аид: «На трое все разделено было, и каждый получил свою долю».
У Гесиода образ гомеровской Мойры растраивается. Теперь одна богиня — Клото — прядёт, другая — Лахесис — отмеряет, третья — Атропос — перерезает нить жизни. Одновременно в лирике (ярче всего у Пиндара) усиливается тенденция подчинить мойр воле богов, конкретно Зевса (Зевс-Мойрагет). Противоположной позиции придерживается Эсхил, чьи «трёхликие» мойры и «помнящие» эриннии управляют космической необходимостью — «ананкой».
Категории необходимости (ананки) и вселенской справедливости (дике) получили дальнейшее развитие у древнегреческих философов: Фалеса, Анаксимандра, Парменида, и нашли своё законченное выражение в понятии логоса у Гераклита. Напротив, у поздних поэтов (начиная с Архилоха) усиливается роль слепого случая (тюхе). У Софокла Тюхе приобретает черты рока, а в эллинистическую эпоху сближается с римской Фортуной, которая также связана с жребием, но уже не в качестве воли богов, а в виде случайного броска костей.

## Судьба в представлениях славян

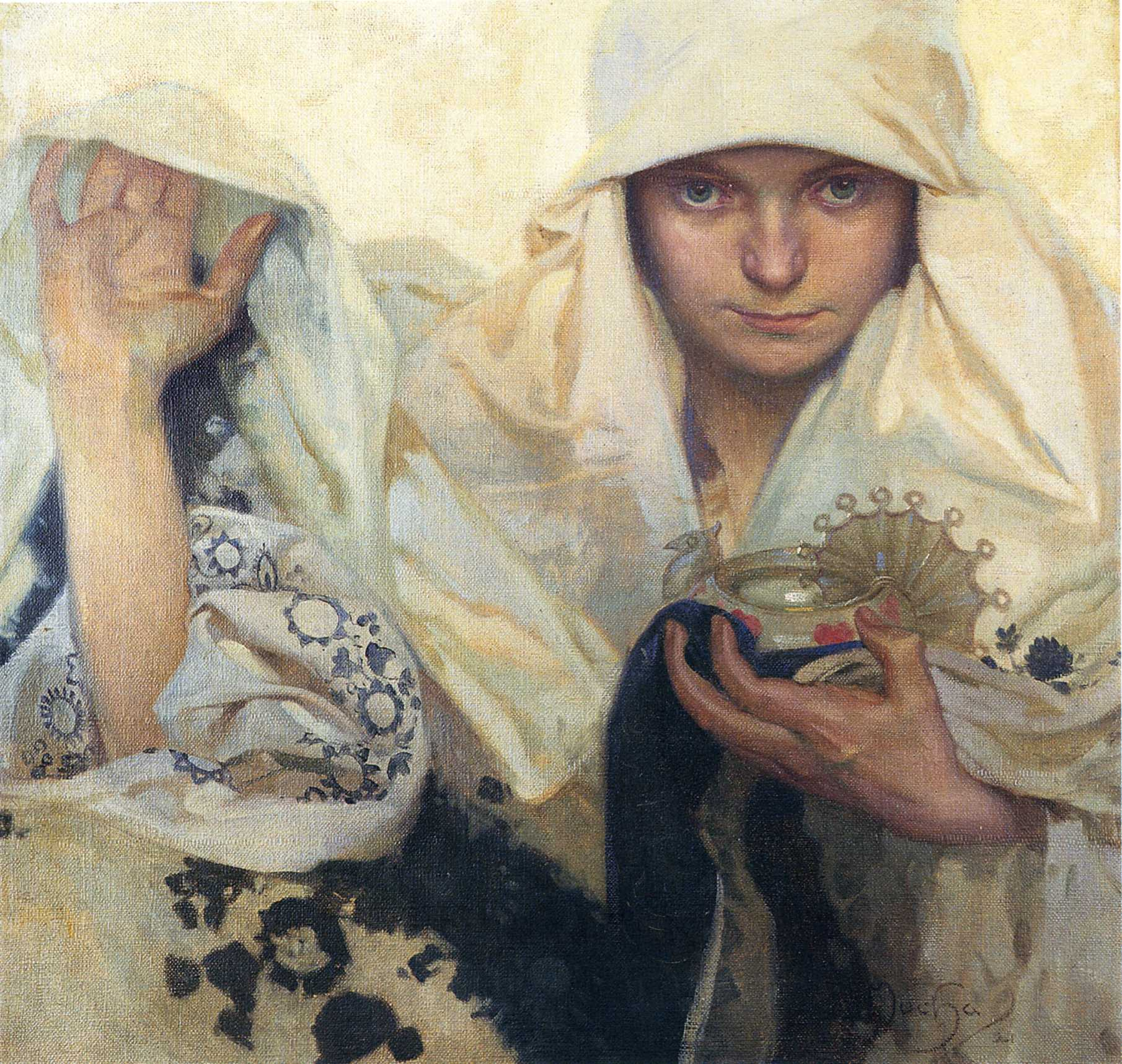
Альфонс Муха «Судьба» (1920)

Первоначально само слово бог в древнерусском языке имело значение «доля». Наряду с доброй долей, как персонификацией счастья в мифологических и фольклорных текстах выступают злая (несчастная, лихая) доля, недоля, лихо, горе, злосчастие, беда, нуж(д)а, бесталаница, кручина, бессчастье, злыдни, как воплощения дурной доли.
Поверья о Доле связаны с осмыслением индивидуальной судьбы как части (ср. рус. участь), некоторого количества блага, счастья (ср. рус. часть), которым свыше наделяется человек при рождении и которое ему выдаётся из общего, принадлежащего всем) социуму объёма счастья.
Другое персонифицированное воплощение счастья — встреча (др.-рус. устръча), противопоставляемая невстрече (серб. Срећа и Несрећа в сербской народной поэзии). Сречу представляли в виде красивой девушки-пряхи, которая прядёт золотую нить человеческой судьбы. Она помогает людям в сельскохозяйственных делах, в удалых забавах. Антитезой Срече является Несреча — седая старуха с потухшим взглядом. Несреча тоже пряха, но прядёт она слишком тонкую, обрывающуюся нить.

## Судьба в представлениях китайцев
В классической китайской культуре понятие судьбы передаётся единственным иероглифом 命 mìng (мин) и означает предопределение, допускающее возможность свободы. Фатальная необходимость, присущая европейскому пониманию судьбы, отсутствует, так как предполагается, что предопределение можно изменить или уклониться от него. Древнекитайские философы (Конфуций, Мэн-цзы) считали долгом «благородного мужа» познавать все «веления Неба», но следовать только правильным.
В современном китайском языке к знаку мин добавляется 运 yùn (юнь), в котором заложена идея движения, перемен. Тем самым понятие судьбы ещё более релятивизируется: судьбу можно изменить, во многом она — во власти человеческих усилий, главное — вести себя правильно, хорошо. А вот фактор случайности китайцы с судьбой совершенно не связывают, обозначая его отдельным словом кит. 偶, пиньинь ǒu, палл. оу, буквально: «случайный, неожиданный».

## Судьба у арабов
У доисламских арабов бытовали два представления о судьбе: мана — конкретный удел, персональная доля каждого, и дахрун — безличное время, властвующее целиком над миром. В Коране они преимущественно отрицаются в пользу новой концепции судьбы — кадар — божественного предопределения, абсолютной воли Аллаха. Заменяя собой слепую языческую судьбу, Аллах, в понимании мусульман, воплощает высшую справедливость, пусть и не всегда понятную человеку. Переждать превратности неведомой воли божества и дождаться его справедливой милости помогает сабр — мужественное, благочестивое терпение.

## Судьба в христианском мире
В Экклезиасте (Ветхий завет) 3:1, 2 говорится о том, что есть «время умирать». Однако далее, в Экклезиасте 7:17, записан следующий совет: «Не погрязай в пороке и не становись глупым. К чему тебе умирать не в своё время?» Это показывает, что время смерти человека не предопределено.
В Притчах 10:27 сказано: «Годы нечестивых сократятся». И в Псалме (оба — Ветхий завет) 55:23 говорится: «Виновные в пролитии крови и обманщики не проживут и половины своих дней». Что же тогда означают слова из Экклезиаста 3:1, 2? Они просто описывают непрерывный цикл жизни и смерти в этой несовершенной системе вещей. Есть время, когда люди рождаются, и время, когда они умирают. Одни уходят из жизни раньше срока, а другие позже (Пс. 90:10; см. также Экклезиаст 9:11).
Псалом выражает отношение верующего к судьбе как к суду Божьему: «От Твоего лица суд мне да изыдет…» в церковнославянском переводе: «От лица твоего судьба моя изыдет…»(Пс. 17:2).

## Судьба в произведениях искусства
Вера в судьбу среди древних греков выражается в трагедии Софокла «Царь Эдип».

## Судьба в концептах психологии и психотерапии
В юнгианской психологии судьба рассматривается как набор психологических поведенческих паттернов, установок, стереотипов и убеждений, которые предопределяют обстоятельства в той или иной сфере жизни. Коррекция психологических паттернов семейных сценариев как влияние на судьбу рассматривается в психотерапии личной истории интегрального нейропрограммирования. Социально-исторические факторы, формирующие судьбу рассматриваются в позитивной психотерапии. А.Шутценбергер трансгенерационную передачу семейных сценариев как научное обоснование феномена судьбы использует термин «синдром предков».